# Audi A4
Az Audi 80 (1994 óta: A4) 1972 nyarának vége óta az Audi középkategóriás modellsorozatának a neve. Házon belül ezt a sorozatot "B-típusnak" is nevezik.
Az előd modell az Audi F103 széria volt, amelyet lóerőteljesítménye alapján neveztek el Audi 60, 75, 80 és Super 90. Az Audi 80 elnevezést ezután a teljes modellsorozatra átvették és 1994 őszén az A4 váltotta fel.
Az A4 a cég legtöbbször gyártott modellje és 2007-ben a német Forgalomba helyezési statisztikák 4. helyén állt a VW Golf, a VW Passat és a BMW 3-as autók után. A4-est vásárló magán/privát ember kevés volt. 2014-ben a Németországban eladott Audi A4-ek 88,1%-át kereskedelmi forgalomba helyezték. A dízelmotoros járművek aránya 2014-ben 87,6% volt. 
2011 októberében elkészült a B sorozat tízmilliomodik járműve.
A 2015-ös IAA kiállításon mutatta be az Audi az Audi A4 B9-et, amely röviddel ezután került forgalomba. Először fordult elő olyan, hogy a szedán és a kombit is egyszerre mutatták be.

## Az első generáció (1994-1999)
Az Audi az első-generációs A4-est 1994-ben dobta piacra. Ez a modell a Volkswagen konszern B padlólemezére épült, csakúgy mint a Volkswagen Passat. Akárcsak a Passatban, az A4-esben is hosszirányban beépített motort találunk elsőkerék- vagy négykerékmeghajtással. Eredetileg az A4-est 4-ajtós szedánként mutatták be. Az Avant (kombi) változat egy évvel később került a palettára.
Az európai vásárlóközönség számára széles motorskála jelent meg a modellben egészen az 1,6-os benzinestől a 2,8-as benzinesen át az 1,9-es dízelig. Ez a dízel a Volkswagen jól bevált 90 és 110 LE-s motorja volt.
Az Audi A4-es volt az első modell a Volkswagen konszernben, amelybe beépítették az 1,8-as, hengerenként ötszelepes 20V motor egy változatát, amelyet az Audi a Supertouring versenyautójából fejlesztett "utcaivá". A turbófeltöltős motor 150 LE teljesítményt tudott maximálisan leadni 210 Nm max. forgatónyomaték mellett. Az ötszelepes technológia először 1996-ban jelent meg a motorválasztékban, ekkor jelent meg a 2,8-as, 193 LE-s 30V benzinmotor.
Ugyanakkor ebben az időben debütált először az Audi új váltója, amelyet Tiptronicnak neveznek. Ezt a váltótípust a Porsche 964-es generációjában lévő váltó ihlette. A sebességi-fokozat választó félautomata üzemmódban is funkcionál, azaz a sofőr szekvenciális váltóként kapcsolgathatja a sebességeket anélkül, hogy kuplungot kéne üzemeltetnie.
1997-ben az Audi felfrissítette a modellt, és a frankfurti autókiállításon be is mutatta azt. Európában 1998 elején került a kereskedésekbe. A 2,4-es V6-os váltotta a régi 2,6-ost, de a legfontosabb változás a dízelmotorok terén történt, ugyanis megjelent a 2,5-ös V6 TDI 150 LE-vel és az 1,9 TDI 110 LE-s motor. További fontos változást jelentett, hogy immáron (néhány motorhoz) rendelhető volt 6 sebességes manuális váltó, és az Audi méltán híres Quattro négykerékhajtása is. Szintén ekkor került a palettára az első S4-es, amely az A4 sportváltozataként az elődje, a 80-asból kifejlesztett S2 nyomdokaiba lépett 265 lóerős, 2,7 literes V6 biturbo motorral (később teljesítményét 380 LE-re növelték és ebből fejlesztették ki az RS4-est. Új hátsó lámpák, ajtókilincsek, és kisebb-nagyobb külső-belső változások jelentették az autó kozmetikai továbbfejlesztését.
1998 közepén az 1,8 turbómotor Európán kívül is elérhetővé vált, de ott 170 LE-s változatban, és a 12 szelepes V6-ost leváltotta a 30 szelepes, amelyet később Európában is árultak 2 éven át.
1999-ben debütált a nagy teljesítményű modell, az Audi RS4, amely méltó utódja volt az előd RS2-nek, csak kombi karosszériával lehetett kapni.

## Második-generáció (2000-2005)
2000 végén debütált a teljesen új A4-es. Ez a modell is a Volkswagen B padlólemezére épült, azonban ez egy teljesen új padlólemez volt az első generációhoz képest. Az autó új designját az Audi A6 második generációja ihlette. Az 1.6-os alapmodell megmaradt, de az összes többi motor fejlesztésen ment át. Az 1,8-as 20 szelepes turbómotor két verzióban is kapható volt, 150 illetve 180 LE-vel, utóbbihoz alapfelszerelés volt a hatsebességes váltó. Az 1,8-as soros négyhengerest és a 2,8-as V6-ost leváltotta a 2,0 és a 3,0 hengerenkénti 5 szelepes. A legerősebbet 220 LE teljesítmény és 300 Nm nyomaték jellemezte. Az 1.9 TDI motort is felújították, 130 LE-re növekedett teljesítménye mellé megrendelhetővé vált a Quattro meghajtás is, míg a dízel csúcsmodellt egy 2,5-ös V6-os jelentette 180 LE-vel és  négykerékmeghajtással. A kombiváltozatot 2001-ben mutatták be.
2002-ben az Audi erősebbé tette 1,8-as turbó motorját, így 190 LE-re volt képes, ugyanilyen változás érte a 2,5-ös TDI motort is, amely innentől 163 LE-vel büszkélkedhetett. Ekkor jelent meg az első FSI (azaz Fuel Stratified Injection, amely egy olyan közvetlen befecskendezésű benzinmotor, amely a tömegerőket mechanikusan egyenlíti ki.) Egy évvel később újra bemutatták az S4-est, amely 344 LE-s volt és 4163 cm³-es. Ugyanebben az évben mutatta be a gyár az A4 Cabrioletet, amellyel teljessé tette a régi Audi 80-as leváltását – annak platformján az Audi Cabriolet képviselte a nyitott tetejű változatot 1992-től egészen 2000-ig  (!).
Később megjelent a fokozatmentes váltó, amelyet az Audi Multitronic néven prezentált. A Tiptronic váltókat teljesen leváltották a Multitronicok az elsőkerék-meghajtásos modellekben.
Az Audi A6-ostól kölcsönzött hátsó lámpákkal és élsimításokkal frissítették fel a modellt.
Létezik egy sportcsomag, amelyet ULTRA SPORTnak nevezett el a gyártó, és kevéssel a harmadik generáció megjelenése előtt mutatott be Észak-Amerikában. Ez aluminium betéteket takart a műszerfalon és az ajtókban, S-Line kormánykereket, első és hátsó spoilert, illetve 18-as RS4 "replika" kerekeket.
A második generáció a következő motorokkal volt kapható:
| Motor       | Henger | Teljesítmény |
| ----------- | ------ | ------------ |
| 1,6         | 4      | 102          |
| 2,0 20V     | 4      | 130          |
| 1,8T 20V    | 4      | 150/164      |
| 1,8T S-Line | 4      | 191          |
| 3,0 30V     | V6     | 220          |
| S4 4,2      | V8     | 344          |
| 1,9 TDI     | 4      | 100/130      |
| 2,5 TDI     | V6     | 150/163/180  |

## Harmadik generáció (2004-2007)
Az Audi 2004 végén tervezte újra és mutatta be új A4-es modelljét. Ez a modell sokkal inkább tekinthető egy javított, átdolgozott kiadásnak, mint egy teljesen új autónak. A változás sokkal inkább felfogható a márka egységes design elemeinek beillesztéseként.
Motortéren több változás történt. 2.0 TFSI és 3.2 V6 FSI motorokkal is rendelhetővé vált az autó, amelyek 200 és 255 LE teljesítményre képesek. Az FSI rendszer inkompatibilis a hengerenkénti 5 szeleppel, így innentől hengerenként 4 szeleppel dolgozhatott a motor. A Volkswagen konszern új "pumpe-düse" technológiájának köszönhetően egy teljesen új 2,0 (PD)TDI jelent meg a dízelpalettán 16 szeleppel, a 2,5 TDI-t pedig felváltotta a 3000 cm³-es 204 LE teljesítménnyel. A Quattro összekerékhajtás majdnem az összes modellnél elérhetővé vált csakúgy, mint a Multitronic és a Tiptronic automata váltó. (Csakúgy mint az elődnél Multitronic csak az elsőkerékhajtásúakban, Tiptronic csak az összkerékhajtásúakban.)
A legnagyobb teljesítmény-áttörést azonban az RS4 újrabemutatása jelentette. Az autóban 4,2-es V8-as FSI motor hajtotta a harmadik generációs Quattro rendszert, amely 40:60 arányban (első:hátsó) osztja a teljesítményt normál állapotában. 2005 végén bemutatták a 2,0 TFSI 220 LE-s változatát amelyet szintén Quattróval élvezhettünk. 2005-től megkapta az A4-es is azokat az egységes Audi vonásokat, amelyeket a márka többi modellje – az új trapéz alakú hűtőmaszkot.
A harmadik generáció nyitott változata 2006 februárjában került a kereskedésekbe. Ennek "belépő" motorváltozata a 2.0 TDI.
Az Audi A4 általánosan biztonságos autónak nevezhető, rengeteg biztonsági extrával, amelyet alapáron kínálnak a vevőnek. Ilyenek az oldallégzsákok, az ABS, ESP. Ezen felszereltséggel beleillik a felsőkategóriás luxusautók biztonsági szintjébe.

### Harmadik generáció motorkínálata
| Motor            | Teljesítmény | Szedán | Kombi | Kabrió |
| ---------------- | ------------ | ------ | ----- | ------ |
| 1,6              | 102 LE       |        |       |        |
| 2,0              | 130 LE       |        |       |        |
| 1,8 T            | 163 LE       |        |       |        |
| 1,8 T quattro    | 163 LE       |        |       |        |
| 1,8 T quattro    | 190 LE       |        |       |        |
| 2,0 TFSI         | 200 LE       |        |       |        |
| 2,0 TFSI quattro | 200 LE       |        |       |        |
| 2,0 DTM Edition  | 220 LE       |        |       |        |
| 3,2 FSI          | 255 LE       |        |       |        |
| 3,2 FSI quattro  | 255 LE       |        |       |        |
| 4,2 S4           | 344 LE       |        |       |        |
| 4,2 RS4          | 420 LE       |        |       |        |
| 1,9 TDI          | 115 LE       |        |       |        |
| 2,0 TDI          | 140 LE       |        |       |        |
| 2,0 TDI quattro  | 170 LE       |        |       |        |
| 2,7 TDI          | 180 LE       |        |       |        |
| 3,0 TDI quattro  | 233 LE       |        |       |        |

## Negyedik generáció  (2007-2017)
Az Audi A4 negyedik generációját 2007. augusztus 28-án láthatta először a nagyközönség. A B8 gyári kódnévvel illetett limuzin teljes egészében a 2007 tavaszán bemutatott A5-re épül. Az új autó méretei jóval nagyobbak, elődjénél 12 cm-rel hosszabb, ennek megfelelően javult a sokat kritizált hátsó lábtér és nagyobb lett a motortér, amibe már várhatóan egy V8 biturbo méretű motor is bele fog férni. Motorkínálata egyelőre hiányos, várhatóan az elkövetkezendő 1-2 évben folyamatosan bővülni fog.
Jelenleg 3 dízel és 3 benzinmotorral érhető el az autó:
- 2.0 TDI-143LE/170LE
- 2.7 TDI-190LE
- 3.0 TDI-240LE (Quattro)
- 1.8 TFSI-160LE
- 3.2 Valvelift-FSI-265LE (Quattro)
- 3.0 TFSI-333LE (S4)(Quattro)

## Az A4 modell jövője
2023-ban merült fel először a hír, mely szerint az Audi A4 modellje a továbbiakban A5 néven lesz forgalmazva. Az új generációt - amelyet már valóban Audi A5 néven forgalmaznak - 2024. július 16-án mutatták be.